# Krzeszowskie Wzgórza
Krzeszowskie Wzgórza – fragment mikroregionu Kotlina Krzeszowska w obrębie Kotliny Kamiennogórskiej w Sudetach Środkowych. Od północnego wschodu graniczą z pasmem Czarnego Lasu i Pasmem Lesistej w  Górach Kamiennych.

## Opis
Pasmo na północy zaczyna Przełęcz Grzędzka. Na wschód od niej znajduje się Góra Świętej Anny. Na południowy wschód od owej góry wznosi się najwyższa Góra Ziuty. Potem znajduje się bezimienna kota, nosząca niemiecką nazwę Post Berg (Góra Pocztowa). Od kończącego grzbiet Czerepa oddziela ją Przełęcz Żłób. Na wschód od głównego grzbietu znajduje się drugi, który jest oddzielony od pierwszego doliną bezimiennego potoku.

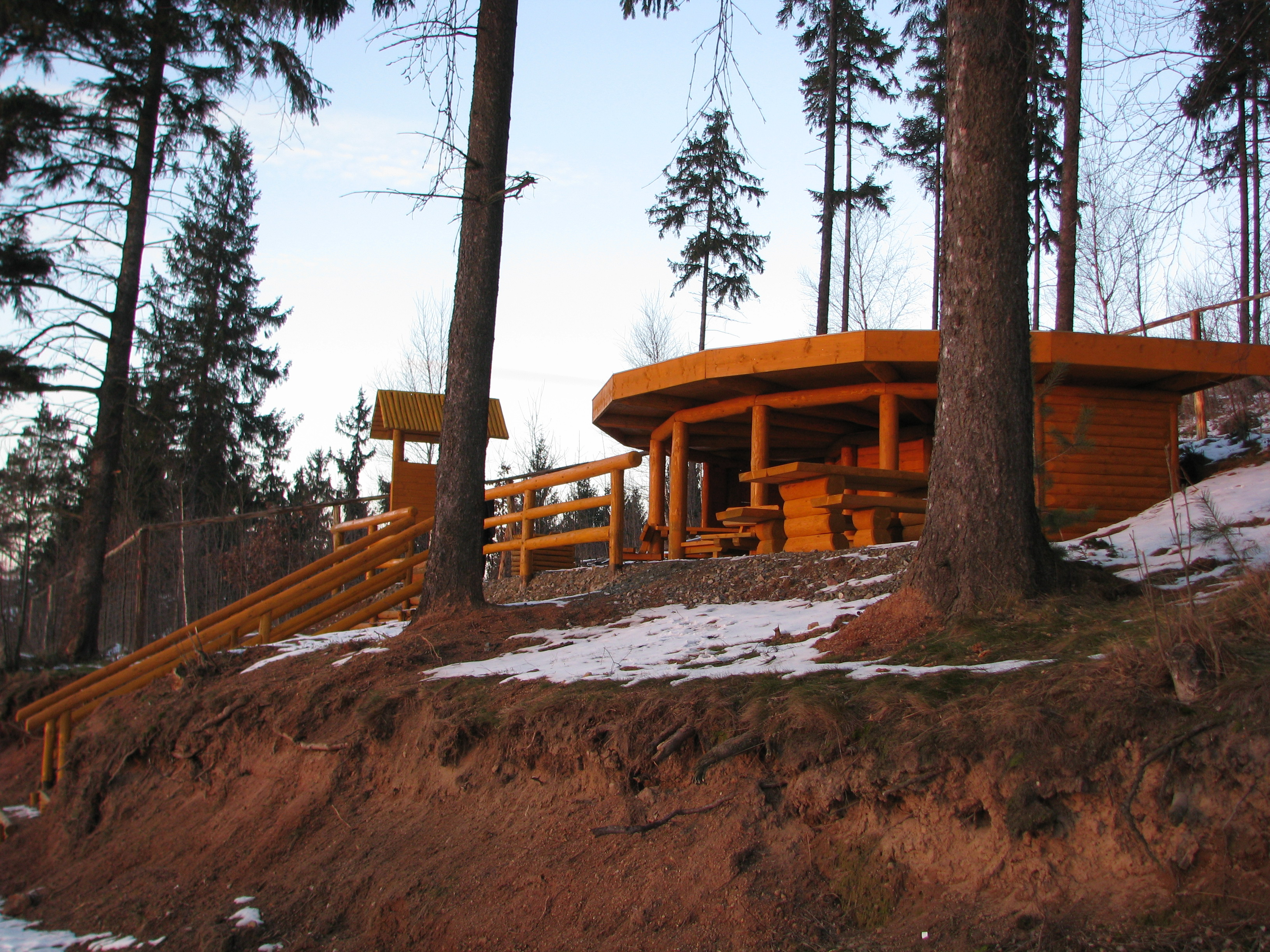
Schronienie na Górze Świętej Anny

## Wzniesienia
| Polska nazwa      | Niemiecka nazwa         | Wysokość     | Zdjęcie |
| ----------------- | ----------------------- | ------------ | ------- |
| Czerep            | Todtenkopf, Todten Kopf | 581 m n.p.m. |         |
| Garbacz           | Seidelberg              | 596 m n.p.m. |         |
| Góra Świętej Anny | Annaberg, Annen Berg    | 593 m n.p.m. |         |
| Góra Ziuty        | Buchberg                | 631 m n.p.m. |         |
| Trębna            | Trommelberg             | 590 m n.p.m. |         |
|                   | Post Berg               | 582 m n.p.m. |         |

## Przełęcze
| Polska nazwa      | Niemiecka nazwa   | Wysokość     |
| ----------------- | ----------------- | ------------ |
| Przełęcz Grzędzka |                   | 531 m n.p.m. |
| Przełęcz Żłób     | Der Pass, Der Paß | 555 m n.p.m. |

## Miejscowości
Miejscowości leżące u podnóża Krzeszowskich Wzgórz: Grzędy, Grzędy Górne, Krzeszów, Krzeszówek, Kochanów.